# Klępa

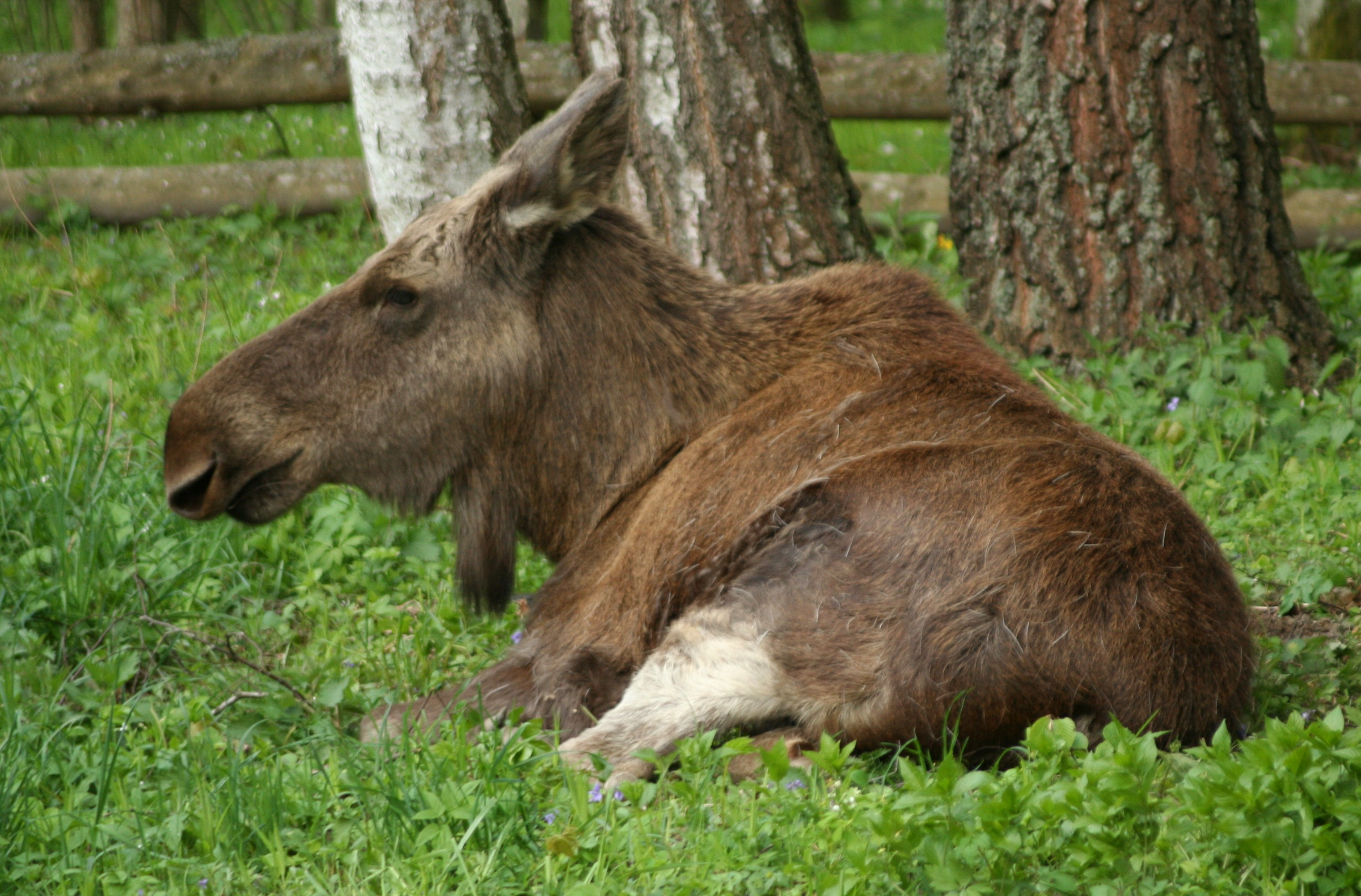
Klępa

Klępa, łosza – określenie samicy łosia w gwarze myśliwskiej.